# Mycale laxissima
Mycale laxissima är en svampdjursart som först beskrevs av Duchassaing och Giovanni Michelotti 1864.  Mycale laxissima ingår i släktet Mycale och familjen Mycalidae. Inga underarter finns listade i Catalogue of Life.